# Ljubov Orlova

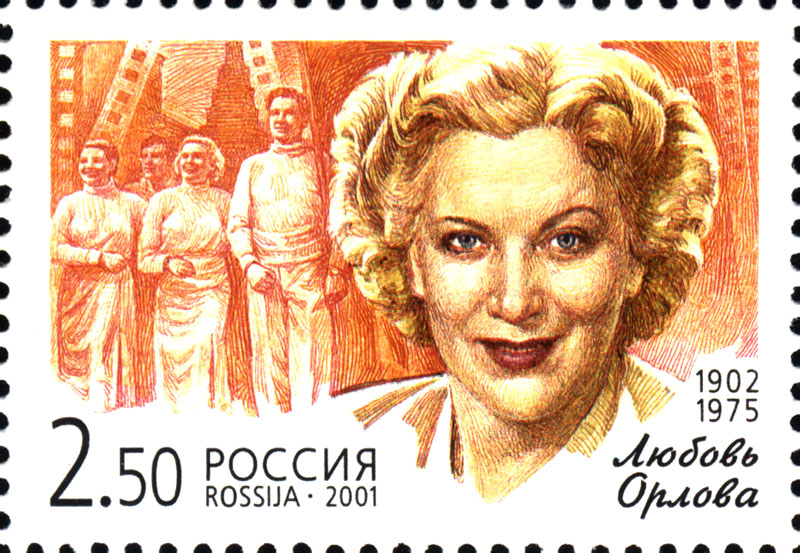
Ljubov Orlova på ryskt frimärke från 2001.

Ljubov Orlova, född den 29 januari 1902 i Zvenigorod, Ryssland, död den 26 januari 1975 i Moskva, var en rysk sångerska, dansös och skådespelerska.

## Biografi
Orlova föddes i en rysk adelsfamilj i Zvenigorod nära Moskva och växte upp i Jaroslavl. När hon var sju år förutspådde Fjodor Sjaljapin henne en framtid som berömd skådespelare.
Orlova studerade vid Moskvas konservatorium men tog inte examen eftersom hon var tvungen att arbeta för att hjälpa till med att försörja sina föräldrar. Hennes första make, en sovjetisk ekonom Andrei Berezin, greps 1930, men detta kom dock inte att påverka hennes framgångsrika karriär.
Orlovas framträdande 1934 i en mycket populär komedi, Hela världen skrattar, gav den unga stjärnan sympatier från Stalin och titeln "Honorabel skådespelare i RSFSR". Snart därefter gifte hon sig med filmregissören, Grigorij Aleksandrov.
Under de kommande åren spelade hon i fyra populära filmer som också blev omedelbara sovjetiska klassiker: Röda artister (1936), Volga-Volga (1938), Den ljusa vägen (1940), och Det var en vår (1947).

## Hedersbetygelser
Orlova belönades med Statliga Stalinpriset (1941). År 1950 blev hon den första kvinnan att motta titeln på Folkets artist i Sovjetunionen uteslutande för sina filmiska verk. Efter det bytte hon till att spela i teaterproduktioner för Jurij Zavadskijs bolag.
Asteroiden 3108 Lyubov, upptäckt av den sovjetiska astronomen Ljudmila Zjuravljova 1972 är uppkallad efter henne. Även nedslagskratern Orlova på planeten Venus är uppkallad efter henne.
Ord av hennes namn har också en betydelse i ryska språket - direkt översättning av орлова är [örn] och [kärlek] av любовь.
Ett kryssningsfartyg uppkallad efter skådespelerskan byggdes av Sovjetunionen i Jugoslavien 1976 för expeditioner till Antarktis och polcirkeln.

## Filmografi i urval
Av Orlovas filmer har visats i Sverige
- Hela världen skrattar (1934),
- Röda artister (1936),
- Den ljusa vägen (1940),
- Det var en vår (1947),

alla regisserade av hennes make Grigorij Aleksandrov.